# Le Bon Filon
Pour plus de détails, voir Fiche technique et Distribution.
Le Bon Filon (Laughing Gravy) est un film américain réalisé par James W. Horne, mettant en scène Laurel et Hardy, sorti en 1931.

## Synopsis
Il fait froid dehors et nos deux compères sont couchés. Hardy voudrait bien dormir mais Laurel a le hoquet en dormant. Bien pire, le remue-ménage provoqué par leur dispute finit par faire aboyer leur petit chien, Laughing Gravy. Mais les animaux sont interdits dans la pension où ils logent et le propriétaire alerté par les aboiements met le chien dehors.
Sitôt leur propriétaire recouché, Stan et Ollie tentent de faire entrer à nouveau Laughing Gravy dans leur chambre. La chose n'est pas aisée surtout lorsque l'on est aussi peu dégourdi et discret que nos amis...

## Fiche technique
- Titre original : Laughing Gravy
- Titre français : Le Bon Filon
- Réalisation : James W. Horne
- Scénario : H. M. Walker (dialogues)
- Photographie : Art Lloyd
- Montage : Richard C. Currier
- Ingénieur du son : Elmer Raguse
- Producteur : Hal Roach
- Société de production : Hal Roach Studios
- Société de distribution : Metro-Goldwyn-Mayer
- Pays d’origine : États-Unis
- Langue : anglais
- Format : Noir et blanc - 35 mm - 1,37:1  -  sonore
- Genre : Comédie
- Longueur : deux ou trois bobines
- Date de sortie : États-Unis : 4 avril 1931

## Distribution
Source principale de la distribution :
- Stan Laurel : Stanley
- Oliver Hardy : Oliver Hardy

Reste de la distribution non créditée :
- Harry Bernard : le policier
- Charles Dorety : l'ivrogne
- Laughing Gravy : Laughing Gravy, le chien
- Charlie Hall : le propriétaire

## Autour du film
Comme souvent lors de leur période de transition entre cinéma muet et cinéma parlant, Laughing Gravy reprend l'histoire de Entre la chèvre et le chou (Angora Love), le dernier film muet de Laurel et Hardy sans pourtant en être véritablement un remake.
Au-delà du changement d'animal, le scénario est simplifié à l'extrême : en dépit du règlement de leur pension ils veulent conserver un animal dans leur chambre et s'opposent à leur propriétaire. L'action se passe la nuit, les protagonistes réduits à nos deux héros, le logeur et l'animal. Le gag de l'intervention du colocataire se trompant de chambre lorsqu'il sont en train de laver l'animal, repris de Angora Love, fait intervenir un ivrogne qui ouvre la porte et la referme sans prononcer un mot. La chute est surtout radicalement différente de Angora Love et un dernier figurant jouant le policier vient annoncer au propriétaire qui vient de réussir à chasser Laurel et Hardy de chez lui qu'en raison d'une quarantaine tout le monde est consigné. Devant supporter encore la présence des deux zigotos et leur chien, il préfère en finir !
À l'instar de nombreux autres films de cette période des premières comédies parlantes, Laughing Gravy fut tourné en langue française et espagnole. Laurel et Hardy avaient mémorisé leurs répliques en phonétique. Laughing Gravy fut le dernier à faire l'objet d'une version multilingue, avant que le doublage ne se généralise.
Monté à la suite de Drôles de bottes (Be Big!) et distribuées sous le titre de Les Carottiers et Los Cavaleras, ces versions étaient souvent différentes et d'une durée supérieure à la version originale qui faisait souvent deux bobines alors que les versions pour l'exportation en comprenaient trois. Le passage de deux à trois bobines de Laughing Gravy est réalisé grâce à l'ajout d'une fin différente. Cette dernière était en fait également la fin originale de la version anglaise, mais la MGM avait entretemps demandé au producteur Hal Roach de limiter les courts-métrages à deux bobines, et une fin bien plus brève fut alors tournée dans les mêmes décors. La fin alternative en anglais fut longtemps considérée comme perdue avant qu'une copie de travail ne refasse surface dans les années 80.
La fin alternative intervient à la fin des deux premières bobines. Le propriétaire vient de signifier l'expulsion de Laurel et Hardy et ses derniers ont fait leurs bagages. Oliver fait part à Stan de son ras-le-bol de sa présence à ses côtés et décide qu'ils vont se séparer. On frappe alors à la porte et c'est le propriétaire qui apporte une lettre pour Laurel. Elle annonce qu'il hérite d'une très forte somme d'un oncle à la condition qu'il se sépare du compagnon qui a une si mauvaise influence sur lui. Le propriétaire qui a lu par-dessus son épaule change aussitôt d'attitude, les invite à rester et leur chien est même le bienvenu !
Oliver qui ignore le contenu de la lettre mais a bien vu qu'elle a provoqué un changement radical dans la volonté du propriétaire de les expulser tente de faire parler Stan qui résiste. Après en avoir finalement lu le contenu, les deux compagnons comprennent que voilà une raison supplémentaire de se séparer. Ils se disent adieu et Laurel se dirige alors vers la porte, mais comme il emporte Laughing Gravy avec lui, Hardy le rattrape et lui prend le chien des bras expliquant qu'il n'est pas question qu'il perde tout. Laurel reste un instant à la porte et subitement sort la lettre et la déchire. Les compères se retrouvent à nouveau réunis !